# Lina Ljungblom
Lina Ljungblom, född 15 oktober 2001, är en svensk ishockeyspelare som spelar för HV71. Hon har även spelat för Skövde IK.
I augusti 2019 gick Ljungblom till HV71.
Ljungblom var uttagen i Sveriges lag vid VM i ishockey 2019.